# Falk Zsigmond
Falk Zsigmond Károly (Pest, 1870. március 30. – Budapest, Kőbánya, 1935. február 15.) magyar író, szerkesztő.

## Családja
Szülei Falk Zsigmond (1831. április 27.  – 1913. március 9.) nyomdaigazgató, udvari tanácsos és Dirnhuber Leopoldina (1836–1903), apai nagybátyjai Falk Miksa és Falk Henrik voltak.
Felesége Czipszer Julianna volt, akivel 1933. december 4-én Budapesten, a Terézvárosban kötött házasságot.

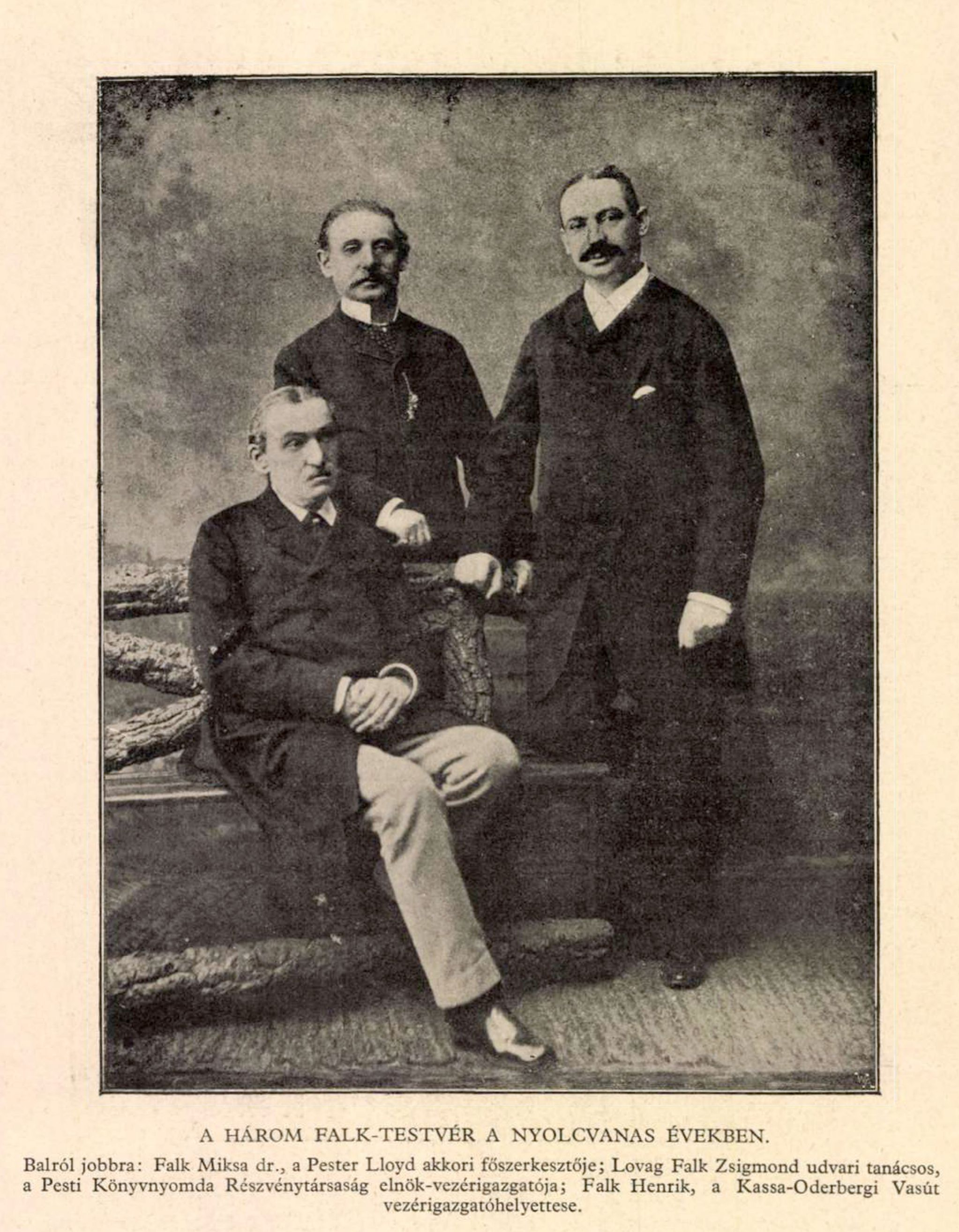
A három Falk testvér: Falk Miksa, a nagybátyja (1828–1908), Falk Zsigmond, az apja (1831–1913); Falk Henrik, a nagybátyja (1840–1918).

## Pályafutása
Jogi tanulmányait Budapesten végezte. Munkatársként a Pesti Könyvnyomda Rt.-nél a nyomdászmesterséget is elsajátította, apja halála után a nyomda elnök-igazgatói székét foglalta el. Tanulmányúton járt Európa több országában és Amerikában. Ő hozta be Magyarországra az első szedőgépet és ő honosította meg a hangjegymetszést és a zeneművek nyomtatását. Zenekritikusként több napi- és hetilap írója volt, Váradi Antallal az Ország-Világ című hetilap szerkesztői munkakörét is betöltötte egészen haláláig. Az Országos Magyar Dalárdaegyesületnek egy évtizeden át titkára, majd főtitkára volt, megalapította és 10 éven át szerkesztette a Magyar Dal című zenei szaklapot. Több útirajzot is írt. Halálát bal oldali „alszártörés” (sípcsont, szárkapocscsont-törés) szövődményei okozták.
Szerkesztői, írói és kritikusi munkáiban leginkább dr. Falk Zsigmond formában használta a nevét.
2004 óta védett sírja a Farkasréti temetőben található (41. parcella 12. sírbolt), ahol apjával, idősebb Falk Zsigmonddal együtt nyugszik.

## Művei
- A sokszorosító ipar Magyarországon (Budapest, 1896)
- Sok mindenről (elbeszélés, Budapest, 1902)
- Mindennapi történetek (elbeszélés, Budapest, 1903)
- Mozgó fényképek (elbeszélés, Budapest, 1904)
- Az énekesnő (elbeszélés, Budapest, 1905)
- Repülünk (elbeszélés, Budapest, 1910)
- Paula gondjai (novellák, 1917)
- A söntéstől a rivaldáig (regény, Budapest, 1912)
- Egy kis zugból (Budapest, 1921)
- Leveles láda (elbeszélések, útirajzok, megemlékezések, Budapest, 1921).

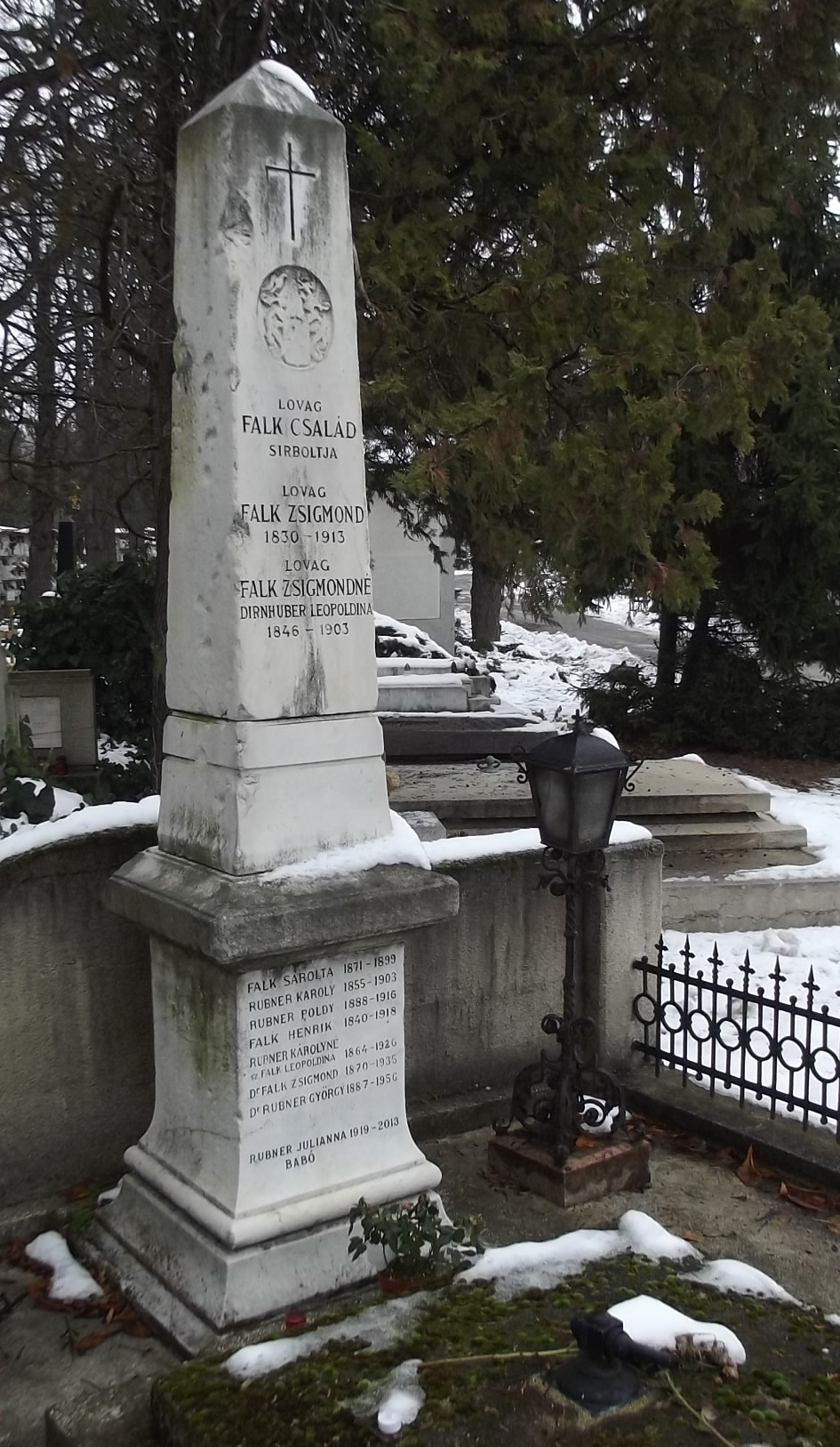
Sírja a Farkasréti temetőben, 2019